# Керніцький Сергій Володимирович
Сергі́й Володи́мирович Керніцький (нар. 21 липня 1984 — пом. 8 червня 2015) — солдат 28-ї окремої механізованої бригади Збройних сил України, учасник російсько-української війни.

## Короткий життєпис
Закінчив ПТУ у Мазурівці. Відслужив в армії водієм БТР. Після армії працював водієм на підприємстві, потім далекобійником. Об'їздив усю Україну, Росію, Польщу, Туреччину.
Призваний за мобілізацією 9 березня 2015 року. Сапер, 28-а окрема механізована бригада.
8 червня 2015-го загинув поблизу міста Красногорівка — військовий автомобіль наїхав на протитанкову міну та вибухнув — ГАЗ-53 перевозив набої на позиції українських військ. Тоді ж загинули сержант Олексій Герега, старший солдат Сергій Бедрій, солдати Олексій Бобкін, Олег Дорошенко, Олександр Мостіпан, Максим Чорнокнижний.
Похований у Бронниці Могилів-Подільського району Вінницької області. Без Сергія лишилися батьки та сестра.

## Нагороди

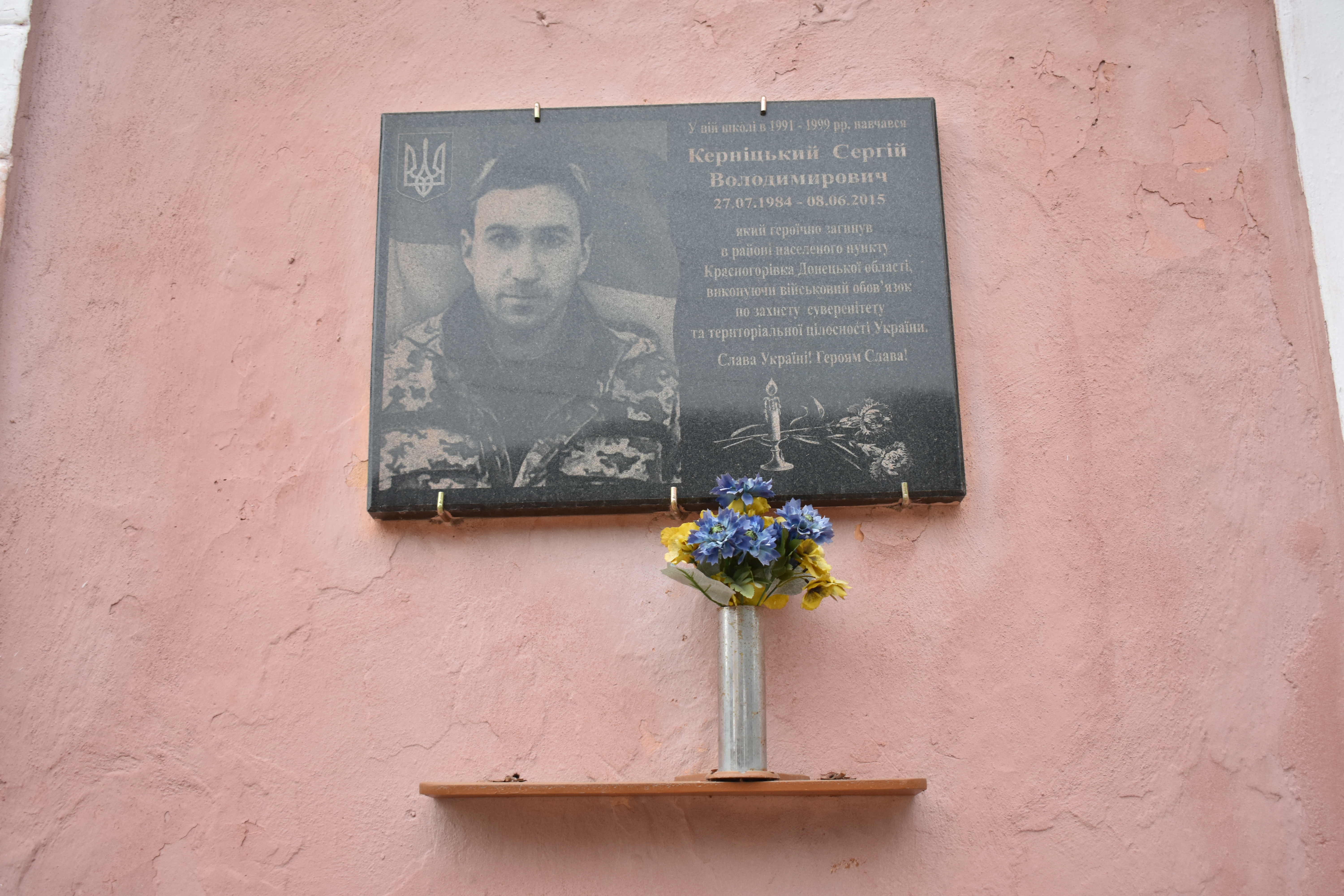
Меморіальна дошка на школі у с. Бронниця

За особисту мужність і героїзм, виявлені у захисті державного суверенітету та територіальної цілісності України, вірність військовій присязі під час російсько-української війни, відзначений — нагороджений
- 27 червня 2015 року — орденом «За мужність» III ступеня.